# Harpàlice (satèl·lit)
Harpàlice (del grec Αρπαλύκη) també conegut com a Júpiter XXII és un satèl·lit natural de Júpiter. Fou descobert l'any 2000 per un equip d'astrònoms de la Universitat de Hawaii encapçalat per Scott S. Sheppard, i anomenat provisionalment S/2000 J 5.

## Característiques
Té un diàmetre de prop de 4,4 quilòmetres, i orbita al voltant de Júpiter a una distància de i 20,858 milions de quilòmetres en 623,31 dies amb una inclinació de 149° respecte de l'eclíptica (146° respecte de l'equador de Júpiter). Presenta un moviment retrògrad i una excentricitat de 0,2268.
Harpàlice pertany al Grup d'Ananké, satèl·lits irregulars i retrògrads que orbiten al voltant de Júpiter entre els 19,3 i el 22,7 milions de quilòmetres i amb una inclinació de prop de 150°.

## Denominació
El satèl·lit deu el seu nom a Harpàlice, la filla incestuosa del deu mitològic grec Climen, que segons algunes fonts era amant de Zeus (Júpiter).